# Pablo Terevinto
Pablo Terevinto (Uruguay) fue un futbolista uruguayo que jugaba de delantero. Jugó toda su carrera en Peñarol, durante once años, desde 1920 hasta 1931. Actualmente es el 5° máximo goleador histórico del Campeonato Uruguayo con 133 goles, siendo superado por Fernando Morena, Atilio García, Héctor Scarone y Antonio Pacheco.

## Trayectoria
Su debut en Peñarol de Montevideo fue en 1920. En sus 11 años en el club logró anotar 250 goles, incluyendo partidos amistosos. En materia de partidos clásicos frente a Nacional, Terevinto anotó cinco tantos.

## Clubes
| Club    | País    | Año         | Partidos | Goles |
| ------- | ------- | ----------- | -------- | ----- |
| Peñarol | Uruguay | 1920 - 1931 | 157      | 133   |

### Hat-tricks
Actualizado a fin de trayectoria.
| 1  | 18 de abril de 1920     | Parque Pereira, Montevideo   | Charley 0–5 Peñarol                         |  | Campeonato Uruguayo 1920 |
| 2  | 26 de diciembre de 1920 | Parque Central, Montevideo   | Dublin 0–5 Peñarol                          |  | Campeonato Uruguayo 1920 |
| 3  | 18 de julio de 1921     | Field de Salto, Uruguay      | Selección de Salto 2–5 Peñarol              |  | Amistoso                 |
| 4  | 8 de diciembre de 1921  | Pocitos, Montevideo          | Peñarol 8–1 Charley                         |  | Campeonato Uruguayo 1921 |
| 5  | 18 de diciembre de 1921 | Pocitos, Montevideo          | Peñarol 6–0 Dublin                          |  | Campeonato Uruguayo 1921 |
| 6  | 10 de marzo de 1922     | Belvedere, Montevideo        | Montevideo Wanderers 0–3 Peñarol            |  | Amistoso                 |
| 7  | 2 de mayo de 1922       | Parque Central, Montevideo   | Charley 0–4 Peñarol                         |  | Campeonato Uruguayo 1922 |
| 8  | 7 de setiembre de 1922  | Pocitos, Montevideo          | Peñarol 7–1 Selección de Liga Universitaria |  | Amistoso                 |
| 9  | 8 de diciembre de 1922  | Pocitos, Montevideo          | Peñarol 5–1 Las Piedras FC                  |  | Amistoso                 |
| 10 | 16 de setiembre de 1923 | Pocitos, Montevideo          | Peñarol 7–0 Sud América                     |  | Torneo de la FUF 1923    |
| 11 | 13 de enero de 1924     | Pocitos, Montevideo          | Peñarol 6–0 San Carlos Taurino              |  | Torneo de la FUF 1923    |
| 12 | 27 de enero de 1924     | Pocitos, Montevideo          | Peñarol 4–0 Bequeló                         |  | Torneo de la FUF 1923    |
| 13 | 3 de febrero de 1924    | Parque Lugano, Montevideo    | River Plate FC 0–5 Peñarol                  |  | Torneo de la FUF 1923    |
| 14 | 12 de octubre de 1924   | Field de Durazno, Uruguay    | Selección de Durazno 0–3 Peñarol            |  | Amistoso                 |
| 15 | 26 de octubre de 1927   | Pocitos, Montevideo          | Peñarol 5–1 Selección de Cerro Largo        |  | Amistoso                 |
| 16 | 30 de octubre de 1927   | Pocitos, Montevideo          | Peñarol 4–0 Liverpool                       |  | Campeonato Uruguayo 1927 |
| 17 | 5 de febrero de 1928    | Pocitos, Montevideo          | Peñarol 5–2 Racing                          |  | Campeonato Uruguayo 1927 |
| 18 | 16 de diciembre de 1928 | Field de Olimpia, Montevideo | Olimpia 1–5 Peñarol                         |  | Campeonato Uruguayo 1928 |

## Palmarés

### Campeonatos nacionales
| Título                        | Club    | País    | Año  |
| ----------------------------- | ------- | ------- | ---- |
| Campeonato Uruguayo           | Peñarol | Uruguay | 1921 |
| Torneo de la FUF              | Peñarol | Uruguay | 1924 |
| Torneo del Consejo Provisorio | Peñarol | Uruguay | 1926 |
| Campeonato Uruguayo           | Peñarol | Uruguay | 1928 |

### Distinciones individuales
| Distinción                                                | Año       |
| --------------------------------------------------------- | --------- |
| 5° goleador histórico del Campeonato Uruguayo (133 goles) | 1920-1931 |
| Máximo goleador del Campeonato Uruguayo (17 goles)        | 1921      |
| Máximo goleador del Campeonato Uruguayo (15 goles)        | 1927      |
| Máximo goleador del Campeonato Uruguayo (16 goles)        | 1928      |